# Frumenty

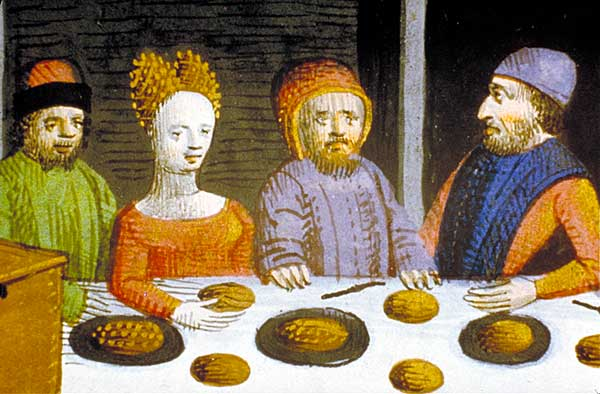
Representación de una cena con frumenty como el platillo principal.

Frumenty (a veces denominado también furmity) fue un alimento muy popular en Europa durante la Edad Medieval. Consistía en un alimento cocido (una especie de porridge) a base de granos de trigo (la etimología de la palabra ya dice cuál era el ingrediente principal: el frumentum, que en latín significa grano). Las diferentes recetas documentadas de la época mencionan la cocción con diferentes alimentos, ya sea en leche de almendras (rara vez leche) o caldo de carne, huevo, etc. 
Recetas más lujosas incluyen huevos, almendras, grosellas, azúcar, azafrán y agua de azahar. Frumenty se servía con carne a modo de potaje, tradicionalmente con venado o incluso marsopa (considerado un "pescado" y por lo tanto apropiado para la Cuaresma). También se usaba con frecuencia como entremés, un plato entre platos en un banquete.

## Servir
Todas las recetas coinciden en que el Frumenty era servido como un plato de acompañamiento a carnes, tradicionalmente a la de venado, en la Edad Media.

## Costumbres
Durante siglos el frumenty fue parte de las celebraciones gastronómicas de los pueblos celtas durante los periodos navideños. Aparecen referencias a su uso en desayunos.